# Гончаки Бафута
Гончаки Бафута (англ. The Bafut Beagles) – третя повість британського письменника-натураліста Джеральда Даррелла, надрукована у 1954 році видавництвом «Rupert Hart-Davis».

## Сюжет
Книга присвячена другій подорожі Джеральда Даррелла до Камеруну, яку він здійснив разом із анімалістом Кеннетом Смітом у 1949 році. За порадою місцевого чиновника, Даррелл поїхав до містечка Бафут та звернувся за допомогою у полюванні на рідкісних тварин до вождя на ім'я Фон. Він швидко з ним потоваришував та Фон дав йому на допомогу мисливців. Цих мисливців Даррелл назвав «гончаками Бафута». Під час його перебування у Бафуті та Ешобі, «гончаки» разом із місцевими жителями, допомогли йому зібрати багату колекцію рідкісних тварин, у тому числі й волохатих ропух, агаму, лемурів, золотисту кішку та білок-політух. Згодом тварини були доставлені до Англії.